# Standart (yacht)
För den danska litteraturtidskriften Standart, se Standart (tidskrift)

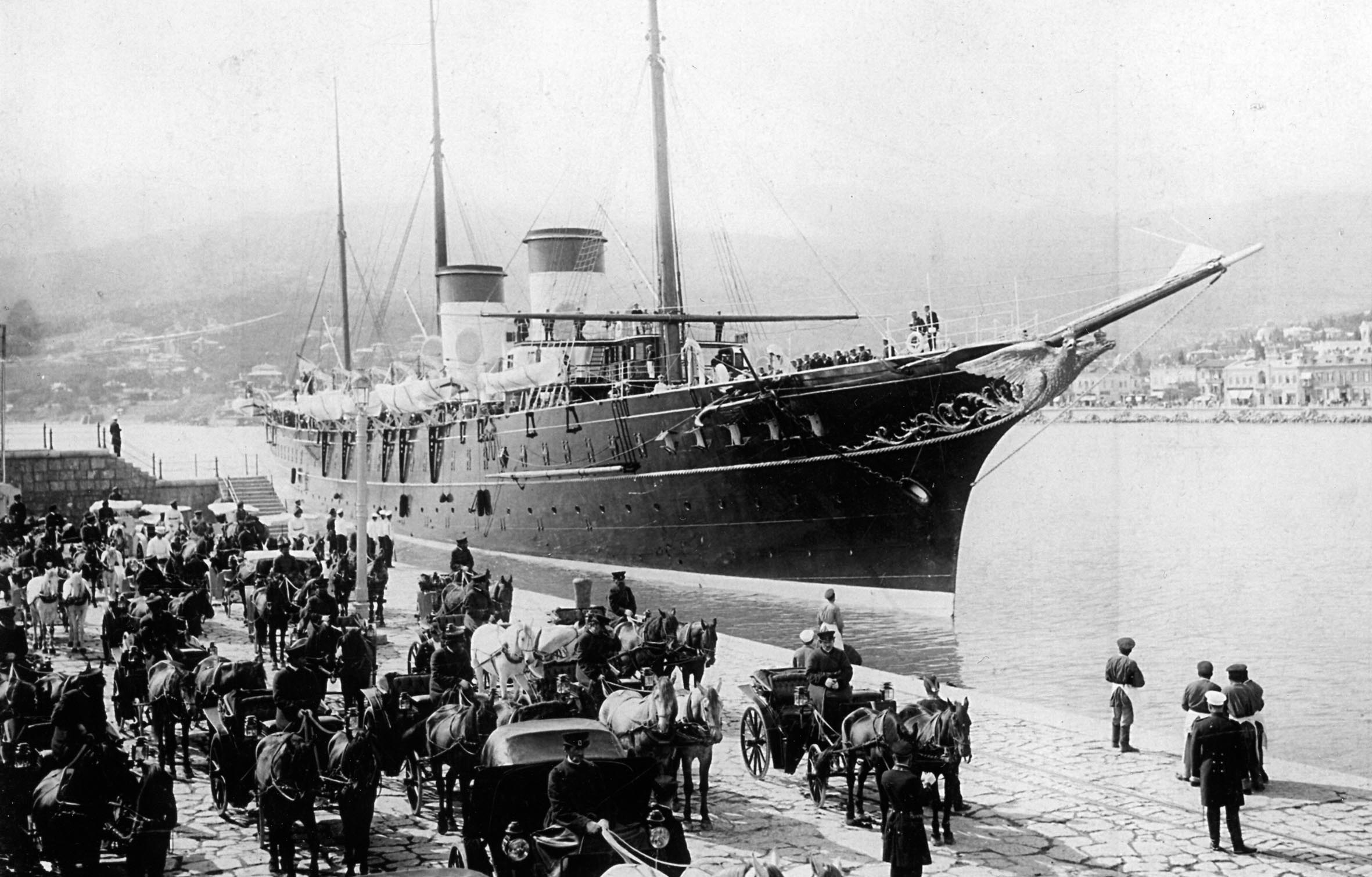
Standart i hamn på Jalta.

Standart var en lyxjakt som tillhörde den ryske tsaren. Den byggdes 1893–1895 på det danska skeppsvarvet Burmeister & Wain i Köpenhamn. År 1896 togs den i tjänst.
Efter revolutionen byggdes hon om till krigsskepp, och efter andra världskriget till skolfartyg. Slutligen beseglades hennes öde genom att skrotas i Tallinn år 1963.

## Statistik
- Längd: 112,8 meter
- Bredd: 15,8 meter
- Djup: 6 meter